# Chuột PEPCK-C
Chuột PEPCK-C-mus là những con chuột nhắt (mus musculus) đã được biến đổi di truyền do sự biến đổi của chúng có nồng độ enzym PEPCK-C lên đến 100 lần so với các con chuột bình thường. Chúng được tạo ra bởi một nhóm các nhà khoa học người Mỹ do ông Richard Hanson, giáo sư hóa sinh tại Đại học Case Western Reserve ở Cleveland, Ohio, tạo ra để hiểu rõ hơn về enzyme PEPCK-C chủ yếu ở gan và thận.
Giáo sư Hanson lưu ý rằng những con chuột của PEPCK-Cmus, được mệnh danh là "những con chuột mạnh mẽ", tương tự như Lance Armstrong khi thi đi đua xe đạp lên dãy núi Pyrenees, chúng sử dụng chủ yếu axit béo để sản sinh ra năng lượng và sản sinh ra rất ít axit lactic. chúng có thể hoạt động trong khoảng từ 4 đến 5 giờ, chúng hoạt động gấp 10 lần so với chuột bình thường trong chuồng chuột nhà, chúng còn sống lâu hơn đến 3 tuổi và hoạt động tích cực trong gần 3 năm. Tuy nhiên, chúng ăn nhiều gấp hai lần con chuột được kiểm soát, nhưng chúng cân nặng một nửa, và rất hung hăng. Tại sao lại như vậy, đến nay không thực sự chắc chắn.